# Robin Croker
Robin Croker, född den 10 maj 1954 i Melbourne, Australien, är en brittisk tävlingscyklist som tog OS-brons i lagförföljelsen vid olympiska sommarspelen 1976 i Montréal.